# Sagliano Micca

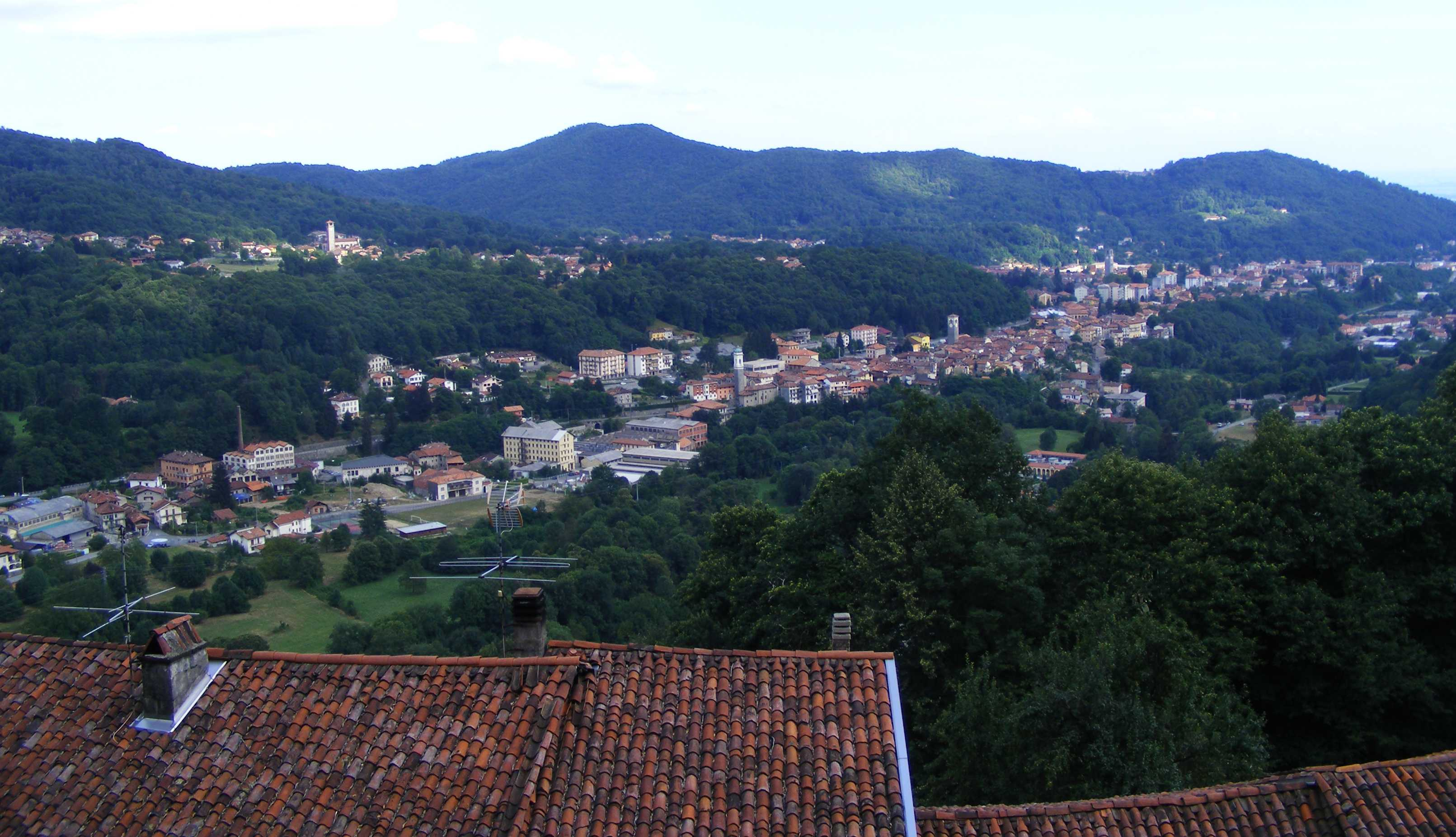
Stadtüberblick

Sagliano Micca ist eine Gemeinde mit 1556 Einwohnern (Stand 31. Dezember 2023) in der italienischen Provinz Biella (BI), Region Piemont.
Die Nachbargemeinden sind Andorno Micca, Biella, Fontainemore, Gaby, Issime, Miagliano, Piedicavallo, Pralungo, Quittengo, Rosazza, San Paolo Cervo, Tavigliano, Tollegno und Veglio.

## Geographie
Der Ort liegt auf einer Höhe von 589 m über dem Meeresspiegel.
Das Gemeindegebiet umfasst eine Fläche von 14 km².